# Perego
Perego là một đô thị trong tỉnh Lecco, trong vùng Lombardia của Ý, cự ly khoảng 35 km về phía đông bắc của Milan và khoảng 13 km về phía nam của Lecco. Tại thời điểm ngày 31 tháng 12 năm 2004, đô thị này có dân số 1.608 người và diện tích là 4,3 km².
Perego giáp các đô thị: Missaglia, Montevecchia, Rovagnate, Sirtori.